# Битва при Риаде
Битва при Риаде (нем. Schlacht bei Riade) — произошедшее 15 марта 933 года крупное сражение, в котором германскими войсками под командованием Генриха I Птицелова была одержана победа над многочисленной венгерской армией. Её значение было огромно как для авторитета самого Генриха, так и для дальнейшей судьбы Восточно-Франкского королевства.

## Предыстория
После подчинения славян Генрих I решил, что располагает достаточными силами для борьбы против венгров. В 932 году на собрании знати в Эрфурте было решено прекратить уплату дани венграм. Результатом этого стал ожидаемый набег венгров весной 933 года, и сразу же выяснилось, что меры для защиты владений королевства, предпринятые Генрихом, оказались действенными. При этом венгров отказались поддерживать славяне, даже их старые союзники далеминцы. Узнав о набеге, Генрих собрал армию, в состав которой, по свидетельству Флодоарда, входили представители всех германских племён. Поскольку венгры разделились, то и германская армия была разделена на два отряда: один из них разбил венгров в Южной Саксонии, а основная армия двинулась навстречу наиболее многочисленной армии противника.

## Ход битвы
15 марта 933 года армия Генриха на реке Унструт недалеко от селения Риад в Тюрингии разбила венгров. Само местонахождение селения сегодня неизвестно. Существует несколько гипотез о его локализации, но подтверждений ни одной из них не существует.
Армия венгров состояла из лёгкой конницы, вооруженной луками. Со времён первых нападений их тактика не менялась: конница разбивалась на ряд мобильных отрядов, которые нападали на противника и, сделав выстрелы, отступали. Для противодействия этой тактике Генрих организовал собственную конницу, которую закалил в битвах со славянами.
О ходе самой битвы известно мало. Видукинд сообщает, что все венгры были уничтожены, однако в действительности многие бежали. Лагерь венгров был захвачен, при этом было освобождено много пленников.

## Последствия
Разгром венгров произвёл на современников огромное впечатление. Сообщения о победе содержатся во всех саксонских, баварских, франконских и швабских анналах. Кроме того, значительно вырос авторитет Генриха. Видукинд сообщает, что войско прямо на поле битвы провозгласило Генриха «отцом отечества» (лат. Pater patriae), повелителем (лат. rerim dominus) и императором (лат. Rerum dominus imperatorque ab exercitu appelatus). Возросло и международное влияние Генриха. Здесь проявилась концепция «неримской императорской власти», независимой от папства, восходившей ко временам Карла Великого, которая выражала первоначально идею гегемонии одного народа над другими не в универсальном, а в локальном смысле слова. Видукинд, который писал свою хронику после образования Священной Римской империи, воспринял победу Генриха над венграми в свете данной концепции и датой основания империи считает не 962 год, а 933. По мнению исследователей, Генрих планировал принять титул императора, но этому помешала его смерть.
Победа Генриха прекратила на некоторое время набеги венгров и позволила королю сосредоточиться на других делах. В Германии, которой можно было не опасаться нового венгерского нападения, началось восстановление и обновление разрушенных церквей и монастырей. При жизни Генриха венгры на территорию королевства больше не нападали. Только во время правления его сына Оттона I в 955 году венгры вновь решили вторгнуться в Германию, но были разбиты в битве на реке Лех, после чего их набеги на королевство прекратились окончательно.